# Leopold Pape
Leopold Philipp Rene Pape (* 28. Juli 1992 in Dresden, Sachsen) ist ein deutscher Filmproduzent. 

## Leben
Pape wuchs in Dresden auf. Er absolvierte einen Bachelor of Arts der Theater-, Film- und Medienwissenschaften an der Universität Wien. Von 2017 bis 2023 studierte Pape Produktion an der Filmakademie Baden-Württemberg und schloss mit Diplom ab. 
Pape produzierte diverse Kurzfilme, darunter der vielfach ausgezeichnete Kurzfilm Die Badewanne. Die deutsch-österreichische Koproduktion wurde als unabhängiges Projekt in Wien und Ludwigsburg realisiert. 2016 gewann der Film den Preis der Jury auf dem Festival du Court-Métrage de Clermont-Ferrand. Zudem wurde der Film im Kurzschluss-Programm von Arte ausgestrahlt und war auf der Longlist Kategorie „Kurzfilm“ der Oscars. Im Juni 2020 feierte der Dokumentarfilm Mein Vietnam, den Pape produzierte, Weltpremiere auf Nordamerikas größtem Dokumentarfilmfestival, dem Hot Docs Canadian International Documentary Festival in Toronto, Kanada. Der Film feierte in Deutschland Premiere auf dem Filmfestival Max Ophüls Preis und dem DOKfest München und gewann zudem den First Steps Award „Bester Dokumentarfilm“. Sein erster abendfüllender Spielfilm Im Haus meiner Eltern feiert auf dem Internationalen Filmfestival Rotterdam 2025 Weltpremiere.

## Filmografie
- 2016: Die Badewanne
- 2019: Quiet Zone
- 2020: Jung Fragil
- 2020: Mein Vietnam
- 2025: Im Haus meiner Eltern